# یواس‌اس اناکوا (ای‌ان-۴۰)
یواس‌اس اناکوا (ای‌ان-۴۰) (به انگلیسی: USS Anaqua (AN-40)) یک کشتی بود که طول آن ۱۹۴ فوت ۷ اینچ (۵۹٫۳۱ متر) بود. این کشتی در سال ۱۹۴۳ ساخته شد.